# Starship Troopers : Invasion
Pour les articles homonymes, voir Starship Troopers.
Série
Starship Troopers 3
(2008) Starship Troopers : L'Invasion de Mars
(2017)
Pour plus de détails, voir Fiche technique et Distribution.
Starship Troopers : Invasion ou Les Patrouilleurs de l'espace : Invasion au Québec est un film d'animation nippo-américain réalisé par Shinji Aramaki, sorti en 2012.
C'est le quatrième film de l'univers Starship Troopers, d'après le roman Étoiles, garde-à-vous ! de Robert A. Heinlein. Le film est notamment produit par Casper Van Dien, qui a joué Johnny Rico dans Starship Troopers et Starship Troopers 3 : Marauder.

## Synopsis
Après l'attaque du poste avancé de Fort Casey par les Arachnides, le vaisseau Alésia y est envoyé pour renforcer le John A. Warden et évacuer les survivants. Sur le chemin du retour, le John A. Warden — réquisitionné par Carl Jenkins, ministre des affaires paranormales, pour une opération secrète — disparaît des radars. Le général Johnny Rico dépêche l'Alésia en mission de sauvetage. Sur place, l'équipe découvre que le John A. Warden est envahi par les Parasites et qu'ils ont pris le contrôle du vaisseau. Parvenant à utiliser les armes, les insectes pulvérisent l'Alésia et lancent les moteurs.
En tentant de reprendre le vaisseau, ils découvrent le ministre Jenkins enfermé dans une salle blindée et en état de choc, mais surtout, que son opération secrète consistait à tenter de contrôler une reine Arachnide, mais que celle-ci s'est avérée bien trop puissante. Avec horreur, ils comprennent qu'elle a l'intention d'utiliser le vaisseau pour envahir la Terre. Mais alors que le vaisseau réémerge d'hyperespace près des défenses terriennes, les soldats humains parviennent à envoyer un message visuel en morse.
Le général Rico ordonne aux vaisseaux stationnés d'attaquer le Warden, mais ce dernier parvient à passer les défenses terriennes et à se cacher sur Terre. Les survivants parviennent à verrouiller le vaisseau, et décident de déstabiliser les réacteurs. Cependant les Arachnides sont trop nombreux, mais c'est à ce moment que Jenkins se ressaisit et qu'il dévoile le reste de son projet secret: des guerriers Arachnides déjà sous contrôle psychique qui leur ouvrent la voie, leur permettant de saboter les réacteurs. Pendant ce temps, le général Rico se déploie avec une armure blindée et sécurise le hangar où se trouve la navette du ministre Jenkins, qui rejoint les autres survivants, et tous se mettent à l'abri avant que les réacteurs n'explosent, emportant les Arachnides et leur reine avec dans la déflagration nucléaire.

## Fiche technique
Sauf indication contraire, les informations mentionnées dans cette section peuvent être confirmées par les bases de données cinématographiques IMDb et Allociné,  présentes dans la section « Liens externes ».
- Titre original : Starship Troopers: Invasion
- Titre japonais : スターシップ・トゥルーパーズ　インベイジョン
- Titre français : Starship Troopers : Invasion
- Titre québécois : Les Patrouilleurs de l'espace : Invasion[3]
- Réalisation : Shinji Aramaki et Steven Foster
- Scénario : Flint Dille, d'après une histoire de Shinji Aramaki, Shigehito Kawada et Joseph Chou, d'après les personnages créés par Robert A. Heinlein
- Musique : Tetsuya Takahashi
- Décors : Daisuke Matsuda et Jack Tong
- Son : Kôji Kasamatsu, Yoshiki Matsunaga, Stanley Thomas, Mika Yamaguchi
- Animation :
  - Responsable de l'animation : Sumiko Katsuki, Satoru Sana et Miki Yoshida
  - Supervision de l'animation : Hiroshi Takeuchi
  - Création de personnages : Masaki Yamada
  - Animateurs : Michael Enzbrunner, Satoru Ichikawa, Mitsuhiro Kageyama, Kazuyuki Kitahara, Chiho Kobayashi, Hiroshi Matsumoto, Junko Matsumoto, Tomokazu Miyazaki, Ken'ichi Tachibana et Kodai Tsukada
- Storyboard : Shinji Aramaki, Shigehito Kawada, Hidefumi Kimura et Makoto Seki
- Production : Joseph Chou et Shigehito Kawada
  - Production exécutive : Hidekazu Ohtake
  - Production déléguée : Edward Neumeier et Casper Van Dien
- Sociétés de production :  Sola Digital Arts (Japon) et Stage 6 Films (États-Unis)
- Sociétés de distribution : Sony Pictures Worldwide Acquisitions (Japon) ; Sony Pictures Home Entertainment (États-Unis)
- Budget : n/a
- Pays de production :  Japon,  États-Unis
- Langues originales : japonais, anglais
- Format : couleur — 35 mm − 1,78:1 (HD) − son Mono
- Genre : animation, action, science-fiction
- Durée : 89 minutes
- Dates de sortie[4] :
  - Japon : 21 juillet 2012 (sortie nationale en salles)
  - Québec : 24 juillet 2012 (Festival international de films Fantasia) ; 28 août 2012 (sortie directement en DVD)[5]
  - États-Unis : 28 août 2012 (sortie directement en DVD)
  - France : 10 octobre 2012 (sortie directement en DVD et Blu-ray)[6],[7]
- Classification :
  - Japon : tous publics - pas de restriction d'âge (Eirin - G)
  - États-Unis : les enfants de moins de 17 ans doivent être accompagnés d'un adulte (R – Restricted)[N 1]
  - France : interdit aux moins de 12 ans

## Distribution
- Luci Christian : la capitaine Carmen Ibanez
- David Matranga : le général Johnny Rico
- Justin Doran : Dr Carl Jenkins
- David Wald : le major Henry Varro dit Hero[N 2]
- Andrew Love : le lieutenant Otis Hacks dit Bugspray[N 3]
- Leraldo Anzaldua : le sergent Ratzass
- Sam Roman : le lieutenant Tony Daugherty
- Emily Neves : la soldate Tia Durer dite Trig[N 4]
- Melissa Davis : la caporale Ice Blonde[N 5]
- Kalob Martinez : le soldat Holyman
- Jovan Jackson : le sergent Mech[N 6]
- Chris Patton : Kharon
- Adam Gibbs : Shock Jock
- Corey Hartzog : Chase
- Jessie James Grelle : Chow
- Karl Glusman : Gunfodder
- Shelley Calene-Black : la capitaine Jonah
- Noel Burkeen : Crysoch
- Andy McAvin : le haut commandement
- Michael Keeney : chargé de communication #1
- Kris Carr : chargé de communication #2

## Production
Ce sont Joseph Chou et Shinji Aramaki, respectivement producteur et réalisateur d'Appleseed Ex Machina (sorti en DVD en juin 2008) qui ont proposé cette suite à Edward Neumeier lors du San Diego Comic-Con de juillet 2009. Conquit par les dessins préparatoires réalisés par Aramaki, Neumeier accepte de s'associer au projet mais cette fois seulement comme producteur exécutif. Joseph Chou et Shinji Aramaki avait également travaillé ensemble sur Halo Legends (Sorti en DVD en février 2010).
Les personnages de Johnny Rico, Carmen Ibanès et Carl Jenkins reviennent dans ce nouvel opus. Présents dans le livre de Étoiles, garde-à-vous ! de Robert A. Heinlein, ils avaient été repris dans le film Starship Troopers de Paul Verhoeven puis dans la série Starship Troopers. Ils n'étaient plus présent au casting de Starship Troopers 2 et seul Johnny Rico avait été réintroduit dans Starship Troopers 3.

## Accueil

### Accueil critique

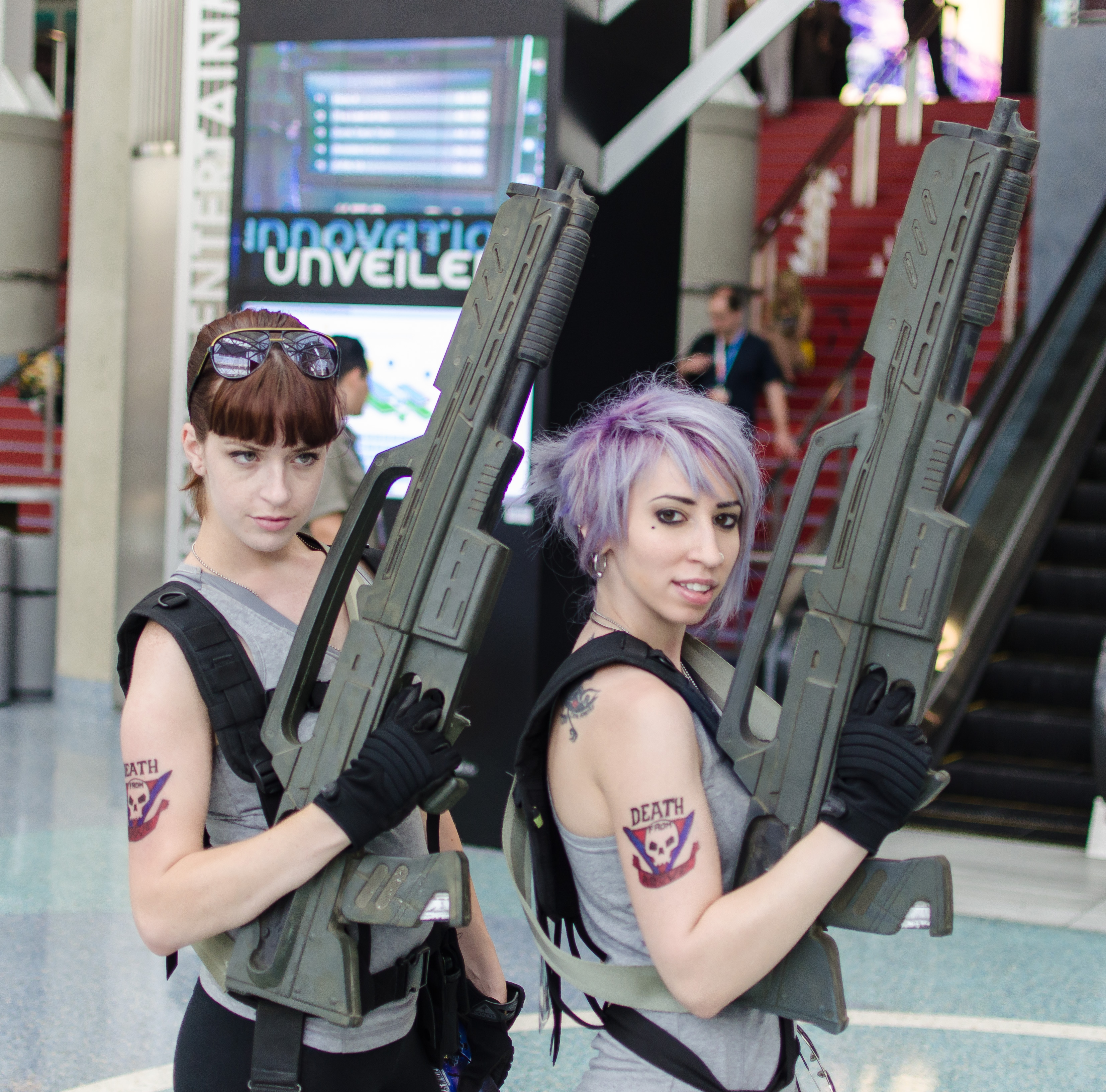
Cosplay de Starship Troopers au salon des jeux vidéo E3 2012.

En 2012, le critique de Strange-Movies trouve que le film « se cantonne majoritairement à accumuler les séquences de couloirs » et que « l’ensemble sombre même dans une certaine forme de comique involontaire ». Il constate par contre que « ce quatrième opus s’avère artistiquement agréable ».
Le critique de Total-manga signal « le travail magistral effectué sur les textures métalliques » ainsi que sur les textures de peau humaine qui sont « assez bluffantes ». Il attribue « une mention spéciale pour le génial groupe Boom Boom Satellites, qui signe une musique de fin détonante ».
Le critique de SlashersHouse note que le film est « très gore » et contient « pas mal de nudité ». Il constate que ce film respecte le livre « de Heinlein tout en faisant des clins d’œil constants à Verhoeven ». Pour lui « le réalisateur, Shinji Aramaki, montre son respect pour les œuvres des précédents auteurs, et il le fait bien, car le scénario de Flint Dille est quant à lui prévisible et sans grande originalité ». Il conclut en affirmant que ce film « est ce que l’on attendait depuis longtemps, à savoir un produit riche en action, visuellement impressionnant et ne prenant pas ses spectateurs pour des idiots ».
Geoffrey Claustriaux, le chroniqueur d'Horreur.net estime que « l'approche en images de synthèse [...] offre au réalisateur Shinji Aramaki l'occasion de proposer des séquences ébouriffantes et des cadrages étonnants », mais regrette que sa réalisation se montre « parfois brouillonne ». Pour lui, « le scénariste Flint Dille a eu la bonne idée de reprendre les trois protagonistes du premier film pour les intégrer à un scénario cohérent ». Il note cependant que « Starship Troopers : Invasion se profile comme un film de couloirs, mais sans jamais parvenir à instaurer l'ambiance claustrophobique qui lui aurait été nécessaire pour combler les lacunes de son histoire ». Il conclut en affirmant que ce film « est la meilleure suite du chef-d’œuvre de Paul Verhoeven et bénéficie d'une animation d'un niveau tout à fait correct, quoique parfois un peu rigide, mais que l'ensemble manque malheureusement de souffle épique et d'humour, et cela malgré des séquences incroyables ».

## Nomination
- Behind the Voice Actors Awards 2013 : meilleure performance vocale féminine dans un second rôle dans un long métrage d'animation/spécial pour Emily Neves (voix de Trig)